# Albánia fotóművészete
Albánia fotóművészete csaknem egyidős a fényképezés feltalálásával: az 1850 körül Shkodra városában letelepedő és ott fotóstúdiót nyitó olasz festő-fényképész, Pietro Marubi vetette meg alapjait. Utódjainak köszönhetően az 1940-es évekig működő Foto Marubi egyedülálló fényképhagyatékában Észak-Albánia, majd Albánia történetének és mindennapjainak megannyi felvillanását hagyta az utókorra. A Marubi-stúdió évtizedeken át jóformán egyet jelentett az albániai fotográfiával, az első világháborúig jobbára nyugati utazók és az országban járt tudósok örökítették meg – elsősorban dokumentációs, és nem művészi céllal – az általuk látottakat. Bár a festőművész Kolë Idromeno az 1880-as évektől foglalkozott fényképezéssel is, csak szórványosan követték példáját, és nagyobb számú albán fotográfus csupán az 1920-as években kezdte meg működését.

## Az albániai fotóművészet első száz éve (1850–1950)

### A Marubi-fotóstúdió

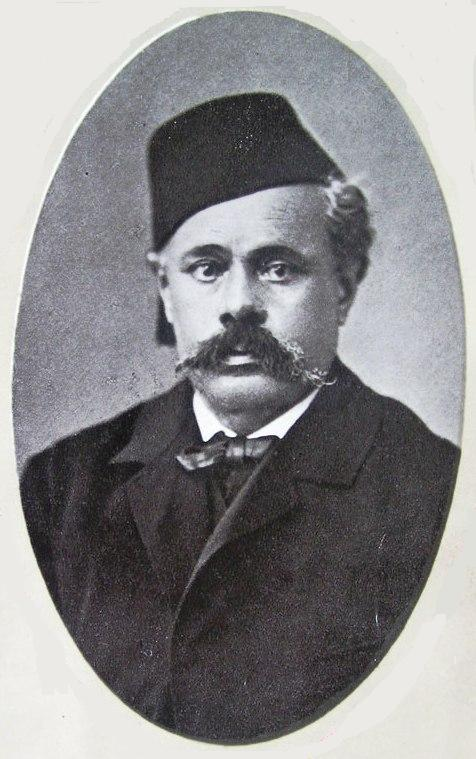
Pietro Marubi

A fényképezés technikája a 19. század közepén jelent meg a mai Albánia területén is. Az albán fényképészet atyjaként az olasz festő-fényképész Pietro Marubit, albán nevén Pjetër Marubit tartják számon, aki 1850 körül hagyta el Piacenzát és telepedett le Shkodrában. A magával hozott kamerákkal fényképészstúdiót nyitott a városban Foto Marubi néven. A stúdió legrégebbi fennmaradt darabjait 1858-ban készítette. Elsősorban portrékat és családi képeket készített, de előszeretettel fényképezte a város és Észak-Albánia fontosabb politikai és társadalmi eseményeit is. Több felvételét nyugati sajtótermékek is átvették és megjelentették Albániáról szóló híradásaikban, így például a The Illustrated London News és a párizsi L’Illustration, valamint a Russes et Turcs: La guerre d’Oriente (Paris, 1877) című kiadvány.
Hamarosan két albán segédje is került, Rrok Kodheli és öccse, Kel Kodheli személyében. A Kodheli fivérek kitanulták a szakmát, Marubi 1903-ban bekövetkezett halála után pedig a fiatalabbik fivér mestere tiszteletére felvette a Kel Marubi nevet és átvette a fotóstúdió működtetését. Több technológiai újítást bevezetett, tökéletesítette a fényképelőhívás során alkalmazott speciális effektusok és retusálás technikáját, emellett a technológia fejlődésének köszönhetően egyre több kültéri felvételt készített. Fia, Gegë Marubi 1923 és 1927 között elvégezte a Lumière fivérek lyoni fotó- és filmművészeti iskoláját, majd 1928-ban átvette a shkodrai stúdió üzemeltetését. Ő volt az első, aki üveglapok helyett celluloidra exponálta felvételeit. A második világháború éveiben tevékenységét 1940-től szüneteltette, majd az üzletét is érintő államosítás miatt végleg bezárta műhelyét. Élete hátra lévő részére felhagyott a fényképezéssel, ezzel a Marubi-fotóstúdió csaknem egy évszázados története véget ért.
A Marubik hagyatéka nem csupán fotótörténeti szempontból, hanem köztörténeti és művelődéstörténeti szempontból is jelentős. Több mint százötvenezer felvételt tartalmazó gyűjteményük a Prizreni Liga korszakától kezdve végigdokumentálta Észak-Albánia életét. A műhelyfotók és életképek megőrizték a korabeli társadalom valamennyi rétegének képviselőit, öltözetüket és mindennapjaikat, különösen nevezetesek voltak az északalbán törzsek vezetőiről készült 1870-es évekbeli felvételek. A későbbi évtizedekben a Marubik stúdiójából került ki több, történeti személyhez fűződő emblematikus fotográfia: Esat Toptani (1913), I. Zogu (1936), Apponyi Géraldine (1938), de a Marubi-fotóstúdió anyagából ismert a későbbi kommunista diktátor, Enver Hoxha első nyilvános szereplésének fényképfelvétele is (Shkodra, 1936). Az 1990-es évektől válogatásalbumok is megjelentek a Marubi-hagyaték képeiből: Albanie, Visage des Balkans: Écrits de lumière: Photographies de Pjetër, Kel et Gegë Marubi (Paris, 1995); Marubi: Shqipëria – Albania, 1858–1950 (Rome, 2004).

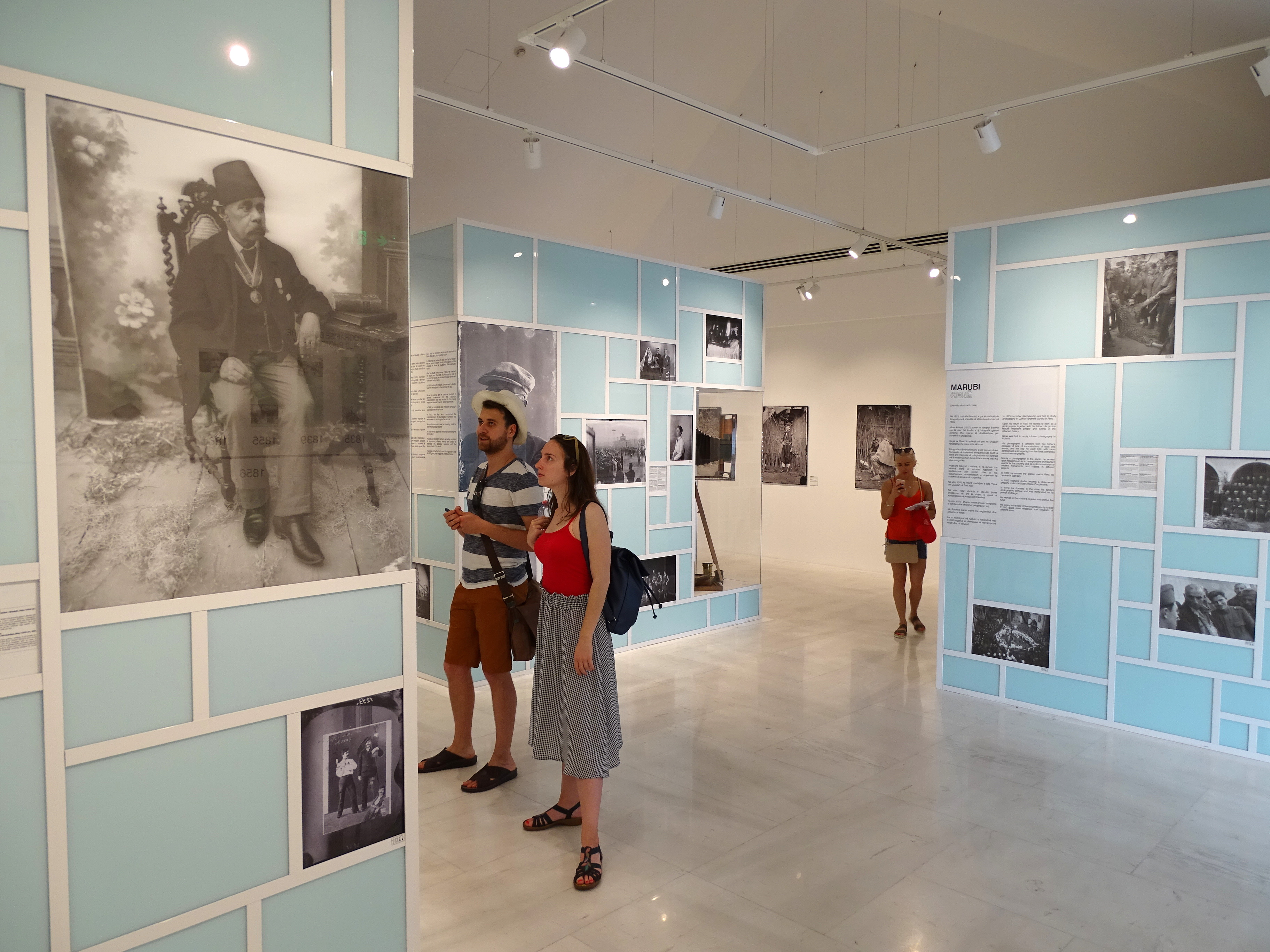
A shkodrai Marubi Nemzeti Fotótéka

Az állami fenntartásban lévő shkodrai Marubi Nemzeti Fotótéka (albán Fototeka Kombëtare “Marubi”) kiállításán tekinthetőek meg a Marubik három generációjának legszebb és legnevezetesebb darabjai. A 2010-es években megkezdték a teljes gyűjtemény digitalizálását is.

### Korai albán fotóművészek
A Marubi-fotóstúdió nem csupán az albániai fotográfia alapjainak megteremtéséhez járult hozzá, hanem ki is nevelte az első albán fotóművészeket. A már említett Kodheli fivérek mellett például a neves festőművész, Kolë Idromeno szintén Pjetër Marubitól tanulta ki a fényképezés fogásait, és francia Pathé kamerákkal 1883-ban maga is fotóstúdiót nyitott Shkodrában. A 20. század elején a szintén festőművész, Idromeno-tanítvány Simon Rrota foglalkozott fényképezéssel, az 1910-es években Lushnjában saját fényképészműhelyet nyitott. E korai időszak kapcsán ugyancsak említést érdemelnek az aromán nemzetiségű Manaki fivérek, akik 1898-ban előbb Janinában, majd 1905-ben Manasztirban nyitottak fényképészműhelyt; többek között dél-albániai helyszíneket is megörökítő fényképfelvételeik száma meghaladja a 17 ezret.
Az albániai fotóművészet számottevő fejlődéséről azonban nem lehet számot adni: a 19–20. század fordulóján a nyugati közvélemény a Marubi-felvételek mellett az országban megfordult, vissza-visszajárt vagy éppen huzamosabban ott-tartózkodó utazók, kutatók és diplomaták fényképfelvételeiből ismerhette meg az országot. E szempontból különösen jelentősek a bécsi Josef Székely (1863), Alexandre Degrand shkodrai francia konzul (1893–1899), majd Erich Liebert (1902–1908), Hugo Grothe (1902–1912), Edith Durham (1903–1913), Nopcsa Ferenc (1903–1916), Karl Steinmetz (1903–1908) és Maximilian Lambertz (1916), illetve 1913–1914-ből a Nemzetközi Ellenőrző Bizottság mellé rendelt holland csendőrség tisztjeinek fotói. Az országban készült első színes, autokróm felvételek szintén egy külföldi, a francia Albert Kahn nevéhez fűződnek (1913). Ez utóbbiakból szintén megjelent egy válogatásalbum Writing in light: Early photography of Albania and the southwestern Balkans (Prishtina, 2007) címmel.
Az első világháborút követően fejlődésnek indult az albán fotográfia is. Kristaq Sotiri és a festőművész Vangjush Mio 1923-ban Korçában megnyitották a Sotir Stúdiót, és mintegy 14 ezer felvételt hagytak az utókorra. Az 1920-as–1930-as években pályáját megkezdő neves albán fényképészek közé tartozott Ymer Bali, Misto Cici, Mandi Koçi és Jani Ristani. Ebben az időszakban kezdte meg pályafutását az első, nemzetközi karriert befutó albán fotográfus, Gjon Mili, aki az Amerikai Egyesült Államokba emigrálva egyebek mellett a Life és a Fortune magazinoknak is dolgozott.

## A modern albán fotóművészet (1950-től napjainkig)
A kortárs albán fotográfusok közül kiemelkedik Ornela Vorpsi Franciaországba emigrált író, festő és fényképész.